# Ferenc András
Dans le nom hongrois András Ferenc, le nom de famille précède le prénom, mais cet article utilise l’ordre habituel en français Ferenc András, où le prénom précède le nom.
Ferenc András est un réalisateur, scénariste et producteur hongrois né le 24 novembre 1942 à Budapest où il meurt le 25 avril 2024.
Il est consacré Artiste de la Nation (hu) hongroise et lauréat du Prix Kossuth ainsi que du Prix Béla-Balázs.

## Biographie
Ses parents sont Ferenc András et Anna Csiszár. Entre 1960 et 1962, il travaille comme ouvrier et employé de bureau. De 1962 à 1966, il est régisseur et assistant réalisateur à Magyar Televízió. De 1965 à 1968, il est assistant réalisateur au studio I de Mafilm. De 1969 à 1973, il est étudiant à l'Université d'art dramatique et cinématographique. Depuis 1973, il est réalisateur et directeur du Dialóg Film Studio. Depuis 1998, il dirige le studio de doublage de Duna Televízió.
Depuis qu'il a signé la Charte 77 au processus de « normalisation » du pouvoir, ses œuvres ont été victimes d'ostracisme voire de censure pendant un certain temps.
En avril 2024, il est hospitalisé et meurt. La nouvelle de son décès est annoncée au Festival du film de Savaria (Savaria Filmszemle), dont il était membre du jury depuis sa création.

### Vie privée
En 1973, il épouse Klara Major. Il a une fille, Róza Laura. Il s'est d'abord installé à Balatonszepezd, puis à Kővágóörs,.

## Filmographie

### Réalisateur
- 1970 : Árvíz
- 1971 : Férfijáték
- 1972 : Szervezés kérdése
- 1973 : Dózsa népe
- 1975 : Magyarország 1849
- 1977 : Magellán
- 1977 : Tüzek, tűzkatasztrófák
- 1977 : Le Diable bat sa femme et marie sa fille (Veri az ördög a feleségét) (également scénariste)
- 1978 : Végkiárusítás (également scénariste)
- 1979 : A luxusvilla titka
- 1980 : A Szent Korona története
- 1981 : A legnagyobb sűrűség közepe
- 1982 : Le Vautour (Dögkeselyű) (également scénariste)
- 1983 : A japán szalon
- 1983 : Bubi
- 1984 : Névnap
- 1985 : Postarablók (également scénariste)
- 1985 : A nagy generáció
- 1985 : A kárókatonák még nem jöttek vissza (hu) (également scénariste)
- 1986 : Pódium
- 1988 : Ítéletidő (hu) (téléfilm)
- 1989 : Vadon (forgatókönyvíró is)
- 1989 : Családi kör (hu) (série télévisée, également scénariste)
- 1992 : A bankár és a város
- 1993 : Hajnalban meghalnak az álmok
- 1994 : Törvénytelen (hu) (également scénariste et producteur)
- 1997 : A fehér foltok magyarjai
- 1999 : Egy évad a pokolban
- 1999 : Családi album (série télévisée, également scénariste)
- 2002 : Testvérek, Kincsesek
- 2003 : I salmoni del San Lorenzo (A Szent Lörinc folyó lazacai) (également scénariste)
- 2003 : A bölcs hazája
- 2005 : Morfium
- 2005 : Európa oszlopai

### Scénariste
- 1985 : David, Thomas et les autres (Sortüz egy fekete bivalyért) de László Szabó

### Producteur
- 1992 : Ördög vigye de Róbert Pajer